# Острів Беллінсгаузена
Острів Беллінсгаузен — один із найпівденніших з Південних Сандвічевих островів, розташований поруч із островами Туле та Кука та входить до групи Південних Туле. Він названий на честь свого першовідкривача, балтійсько-німецького російського дослідника Антарктики Фабіана фон Беллінсгаузена (1778—1852).
Острів є базальто-андезитовим стратовулканом з кратером діаметром 152 м і глибиною 61 м, який утворився завдяки вибуху між 1968 і 1984 роками. Найвища точка острова Беллінсгаузена — пік Басиліск, висота якого 255 м. Його південно-східна точка має назву мис Ісааксон.